# Райхенбах-Штеген
Райхенбах-Штеген (нім. Reichenbach-Steegen) — громада в Німеччині, розташована в землі Рейнланд-Пфальц. Входить до складу району Кайзерслаутерн. Складова частина об'єднання громад Вайлербах.
Площа — 15,12 км2. Населення становить 1406 ос. (станом на 31 грудня 2020).